# Sphenoptera rauca
Sphenoptera rauca ist ein Käfer aus der Familie der Prachtkäfer und der Unterfamilie der Buprestinae. Die Gattung Sphenoptera ist in Europa mit sechs Untergattungen vertreten, Sphenoptera rauca wird zur Untergattung Deudora gerechnet, die in Europa mit vier Arten vertreten ist. Weltweit umfasst die Gattung etwa tausend Arten, die Untergattung Deudora 60 Arten. Die Art wird in die zwei Unterarten Sphenoptera rauca rauca und Sphenoptera rauca sexsulcata aufgetrennt, letztere kommt nicht in Europa vor.

## Bemerkungen zum Namen
Die Art wurde erstmals 1787  von Fabricius unter dem Namen Buprestis rauca beschrieben. Da das Aussehen des Käfers variiert, wurde der Käfer ebenfalls von Fabricius 1792 als Buprestis metallica beschrieben. Auch spätere Autoren beschrieben den Käfer unter weiteren Namen, in der Fauna Europaea werden elf Synonyme aufgezählt (metallica (Fabricius, nicht Herbst), geminata, striola, conjecturalis, banonni, bassii, bravaisii, similis, carduorum, celtiberica, africana).
Die Gattung Sphenoptera wurde 1833 von Solier aufgestellt, unter den von Solier aufgeführten zugehörigen Arten wird rauca unter dem Synonym geminata gelistet.
Die Untergattung Deudora wurde 1898 durch Jakowlew definiert und Sphenoptera rauca dazu gerechnet.
Der Artname rauca ist von lat. „rāūcus“ für „rau“ abgeleitet. Aus der Beschreibung geht aber nicht hervor, worauf sich die Eigenschaft rau bezieht.
Der Gattungsname Sphenoptera ist von altgriechisch σφεν, σφενός sphēn, sphenós, deutsch ‚Keil‘ und πτερόν pterón, deutsch ‚Flügel‘ abgeleitet. In der Beschreibung der Gattung führt Solier aus, dass die Basis der Flügeldecken gewellt ist und jede Flügeldecke lappenförmig in den Halsschild vorstößt. Möglicherweise erklärt das den Namen.
Der Name der Untergattung Deudora wird von Jakowlew nicht erklärt.

## Eigenschaften des Käfers
| |                                                                       |
| Abb. 1: genadeltes Tier von oben und unten, rechter Fühler unvollständig und verdreht, Foto Ben Sale Abb. 3 – Abb. 6 sind Derivate dieses Bildes                                  |                                                                       |
| |                                                                       |
| Abb. 2: Käfer in Aufsicht (natürliche Stellung der Fühler, Behaarung des Halsschilds in drei Längsstreifen)                                                                       | Abb. 3: rechts 2., 4., und 6. In- tervall teilweise grün getönt       |
| |                                                                       |
| Abb. 4: A Schiene des mittleren Beinpaars, B Schiene des Hinter- beins, jeweils von unten, Pfeil- spitze auf Zahn nahe dem Schienenende                                           | Abb. 5: Hinter- leib Unterseite, kahler Streifen rechts grün ge- tönt |
| |                                                                       |
| Abb. 6: Ausschnitt Unterseite, teilweise getönt grün: Hinterhüfte, blau: Hinterschenkel, weiße Pfeil- spitze auf lappenförmige Erweiterung der hinteren Innenecke der Hinterhüfte |                                                                       |

Die Käfer werden zwölf bis siebzehn Millimeter lang bei einer Breite von 4,5 bis 5,5 Millimetern. Sie sind matt bis glänzend kupfrig erzfarben bis schwarz. Der Körper ist gestreckt oval und verbreitert sich nach vorn nur wenig. Die Unterseite ist mit Ausnahme je eines kahlen Seitenstreifens am Hinterleib fein pubeszent behaart (Abb. 5).
Der Kopf ist bis zu den Augen in den Halsschild zurückgezogen. Er ist gleichmäßig und wenig dicht ziemlich fein punktiert, die Zwischenräume zwischen den Punkten glatt. Auf den Fühlern sind die Sinnesporen in deutlich begrenzten Gruben angeordnet (wie bei allen Arten der Unterfamilie Buprestinae). Die Fühlereinlenkungen sind einfach (ohne Zahn) und liegen neben dem Vorderrand der Augen auf Höhe der unteren Augenhälfte. Das zweite Fühlerglied ist nicht kürzer als das dritte, die folgenden sind stumpf nach innen gezähnt. Die Stirn ist längs mit einer seichten Mittelrinne ausgezeichnet. Sie ist uneben. Der Scheitel ist rundlich gewölbt. Die Oberlippe ist vorn ausgeschnitten abgestutzt.
Der Halsschild ist 1,6 mal so breit wie lang und seitlich steil abfallend. Vorn ist er nur wenig geschwungen und höchstens teilweise gerandet, die Vorderecken sind abgerundet. Er ist durch eine oder drei höchstens undeutlich vertieften Längsrinnen ausgezeichnet, deren äußere leicht nach außen gebogen verlaufen. Diese Rinnen sind runzlig und dicht punktiert. Bei frischen Exemplaren sind sie als graue Streifen erkennbar, die durch dichtere Behaarung bewirkt werden (Abb. 2). Außerhalb dieser Rinnen ist die Punktierung viel zerstreuter. Die Basis des Halsschilds ist doppelt kräftig geschwungen, der nach hinten ragende Mittellappen ist vor dem Schildchen leicht konkav abgestutzt. Die Seiten des Halsschilds sind nur leicht geschwungen und deutlich gerandet. Der Halsschild verbreitert sich bis zu den spitzen Hinterecken (45° – 60°).
Das Schildchen ist groß und hat die Form einer quer liegenden Ellipse. In der Mitte des Hinterrandes ist das Schildchen kurz und markant zugespitzt.
Die Flügeldecken sind höchstens wenig schmaler als der Halsschild, nach hinten verlaufen ihre Seiten anfangs annähernd parallel zueinander. Die Flügeldecken sind knapp dreimal so lang wie der Halsschild und seitlich gerandet. Erst im letzten Drittel verengen sie sich zu einem stumpfen Ende. Dieses wird von einigen Autoren als zweizähnig, von anderen als schwach dreizähnig bezeichnet. Dies erklärt sich dadurch, dass die Flügeldeckennaht mit einem stark oder schwach ausgebildeten Zahn endet, der Flügeldeckenrand mit einem Zähnchen endet, das auch fehlen kann, und das zwischen den beiden Zähnen liegende Ende der Flügeldecken auch als dritter stumpfer Zahn gesehen werden kann. Die Flügeldecken sind mit regelmäßigen Reihen länglicher bis strichförmiger Punkte gestreift. Die Intervalle zwischen den Punktstreifen sind unterschiedlich hoch: die zweiten, vierten, sechsten und achten Intervalle sind rippenartig flach erhaben (Abb. 3). Auch die Schultern und die Naht sind leicht erhöht. Die erhöhten Intervalle sind sehr fein punktiert, die anderen dichter und etwas grober.
Das Prosternum ist nur seitlich gerandet und wie der Hinterleib sehr grob punktiert. Die Seiten des Prosternalfortsatzes verlaufen annähernd parallel, erst hinter den Vorderhüften ist der Fortsatz schwach erweitert. Er ist nur seitlich mit einem durch eine Furche abgesetzten Rand begrenzt, dazwischen nur zerstreut punktiert.
Die Hinterhüfte ist auf der Innenseite nach hinten in Form eines kleinen dreieckigen Lappens erweitert (Abb. 6). Die Schienen der Mittel- und Hinterbeine sind nahe dem Ende mit einem besonders beim Männchen kräftigen Zahn ausgestattet (Abb. 4). Die Schienen des Vorderbeins sind beim Männchen nach außen gebogen (bei den anderen Untergattungen sind die Schienen des mittleren Beinpaars nach außen gebogen). Die Tarsen sind alle fünfgliedrig, die Klauen sind einfach, nicht gespalten.
Die letzten beiden Sternite sind miteinander verschmolzen, es sind nur sieben Sternite erkennbar.

## Biologie
Die Käferart Sphenoptera rauca bewohnt die offene Strauchgesellschaft, in der Bäume fast ganz verschwunden sind (Garigue), sowie mit Xerophyten bewachsene sandige Heiden oder mit Stein bedecktes Karstgeröll. Tagsüber halten sich die Käfer unter Steinen oder am Grunde von Pflanzen am Stängel oder unter Blättern versteckt auf, nur in den heißen Mittagsstunden fliegen sie. Die Art ist polyphag und bevorzugt distelartige stachelige Gewächse. Als Wirtspflanzen werden Feld-Mannstreu und Arten der Gattung Ringdisteln, Eselsdisteln, Kratzdisteln, und Artischocken angeführt. Xambeu nennt für Südfrankreich blühende Nelken der Gattung Dianthus,  Mühle in Albanien die Pippau-art Crepis taraxacifolii als Wirtspflanzen.
Die Funde in Griechenland liegen zwischen Ende März und Mitte August. Nach Xambeu werden die Eier im Juni einzeln an dann blühenden Pflanzen im unteren Drittel des Stängels abgelegt. Die Larve frisst sich durch das Mark nach unten, bis sie im Herbst den Wurzelhals erreicht. Dort verwendet sie Pflanzenfasern, um den Fraßgang hinter sich zu verstopfen und eine Puppenwiege auszukleiden. Danach verpuppt sich die Larve. Die Käfer können bei günstigen Wetterbedingungen noch im gleichen Herbst aus der Puppe schlüpfen, verlassen die Puppenwiege jedoch erst im folgenden Frühjahr. Die Käfer fliegen nur ungern und nur kurze Strecken.

## Verbreitung
Die Verbreitung des Käfers ist nicht sicher abgeklärt. Nach traditioneller Meinung ist sein Vorkommen auf den Mittelmeerraum beschränkt. In Europa ist die Art aus Spanien, Portugal, Frankreich, Italien, Tschechien, Bosnien und Herzegowina,  dem früheren Jugoslawien, Albanien, Bulgarien, Nordmazedonien, Griechenland, der Türkei und Syrien bekannt. Außerdem kommt der Käfer in Nordafrika von Marokko bis Ägypten vor. Möglicherweise ist er aber auch in Ungarn sowie im Iran, Irak und Transkaukasien (Armenien, Aserbaidschan) heimisch.